# Короп Юрій Олександрович
Ю́рій Олекса́ндрович Ко́роп (21 січня 1926, Київ, УРСР — 15 квітня 1997, Київ, Україна) — спортсмен (плавання), педагог, кандидат педагогічних наук (1974), учасник Другої світової війни. Чемпіон СРСР на дистанції 200 м батерфляєм (Баку, 1949). Багаторазовий чемпіон і тричі рекордсмен СРСР (1949—1955).

## Біографічні дані
Народився 21 січня 1926 року (за ЕСУ — в Києві) в Нових Санжарах Полтавської області.
Був учасником Другої світової війни у складі Червоної армії. Після завершення війни повернувся до спорту, плавання, став майстром спорту.
З 1950 по 1953 рік навчався у Харківському медичному інституті, у 1953 році закінчив Вищу школу тренерів, а у 1956 — Київський інститут фізичної культури. Відтоді там і працював: з 1978 по 1980 — завідувач кафедри плавання. 
З 1981 по 1995 — завідувач кафедри фізичного виховання Київського педагогічного університету. З 1995 по 1997 рік працював у Академії праці і соціальних відносин та Київському міжрегіональному інституті удосконалення вчителів. В останні роки життя вчив плавати дітей у дитячому садку.
Помер 15 квітня 1997 року в Києві.

### Особистість
У некролозі присвяченому вченому, опублікованому в журналі «Фізичне виховання в школі», відзначено, що він був «доброю і чуйною людиною, справжнім товаришом і другом», «надзвичайно працелюбним і працездатним, честолюбним у найкращому розумінні цього слова, жадібним до всього нового, ... постійно в пошуку». А також «сенс свого життя він вбачав у служінні здоров’ю і фізичному розвитку молоді».

## Наукова робота
Розробив методику навчання плавання, систему профілактики і корекції порушень постави у дітей дошкільного і шкільного віку; вивчав фізіологічні особливості жіночого плавання та педагогічні основи фізичного виховання школярів і студентів.
Був постійним автором журналу «Фізичне виховання в школі». Автор понад 60 праць, серед них книги: «Тренування жінок-плавців» (1979); «Вчимося плавати. Альбом», 1990; підручник для учнів 1–2 класів з фізичної культури «Абетка здоров'я» (в співавторстві з М. С. Дубовисом і О. Б. Качеровим, 1996) та багато інших.

### Основні праці
За ЕСУ:
- Женское плаванье: особенности и перспективы. — 1983;
- Плавати повинен кожний. — 1985;
- Обучение детей плаванию. — 1985;
- Физическое воспитание в спортивно-оздоровительных лагерях. — 1988;
- Ігри та ігрові вправи для початкового навчання плавання: посіб. — 1991;
- Абетка здоров'я. Валеологія: підруч. — 1997 (співавтор; усі — Київ)[1].

## Нагороди
- Орден Червоної Зірки;
- Орден Вітчизняної війни II ступеня;
- Медаль «За бойові заслуги»;
- Медаль «За відвагу»
- «Відмінник освіти України»;
- Медаль А. С. Макаренка;
- Заслужений працівник фізкультури і спорту України[2].